# 杜霍夫尼茨科耶區

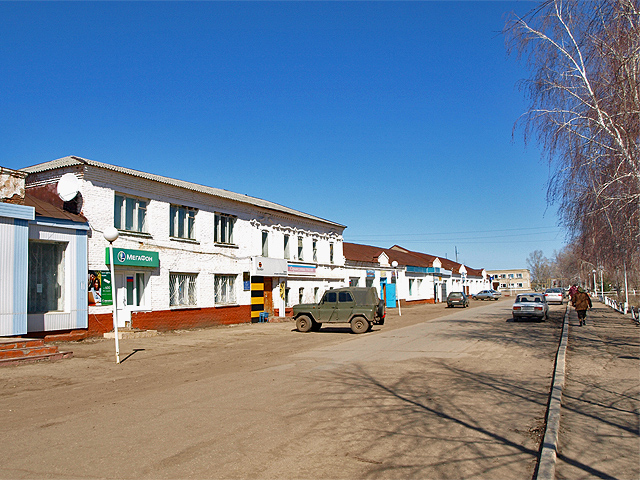

52°29′N 48°12′E / 52.483°N 48.200°E
杜霍夫尼茨科耶區（俄语：Духовницкий район），是俄羅斯的一個區，位於該國西南部，由薩拉托夫州負責管轄，面積2,000平方公里，2010年人口12,951，人口密度每平方公里6.48人。